# Selliguea glaucopsis
Selliguea glaucopsis är en stensöteväxtart som först beskrevs av Adrien René Franchet, och fick sitt nu gällande namn av S.G.Lu, Hovenkamp och M.G.Gilbert. Selliguea glaucopsis ingår i släktet Selliguea och familjen Polypodiaceae. Inga underarter finns listade.